# بيتار القدس
نادي بيتار القدس لكرة القدم (بالعبرية: מועדון כדורגל בית"ר ירושלים‏) هو نادي كرة قدم إسرائيلي تأسس عام 1936. يلعب حالياً في الدوري الإسرائيلي الممتاز. وهو من أكثر الأندية عنصرية في العالم وأكثرها شعبية في إسرائيل حيث تضم أكبر عدد من المشجعين في البلاد.
أصبح مشجعو بيتار رمزًا سياسيًا مثيرًا للجدل إلى حد كبير في ثقافة كرة القدم الإسرائيلية، ويتحالفون بشكل غير رسمي مع الحركة الصهيونية التصحيحية وحزب الليكود اليميني. يظل النادي، الذي تشتهر قاعدته الجماهيرية بالعنصرية المعادية للعرب والتعصب الديني ضد المسلمين، هو النادي الوحيد في الدوري الإسرائيلي الممتاز الذي لم يوقع مطلقًا مع لاعب عربي، على الرغم من أن النادي تعاقد مع أربعة لاعبين مسلمين غير عرب في الماضي.

## التاريخ
تأسس "بيتار القدس" عام 1936 خلال الانتداب البريطاني على فلسطين، على يد ديفيد هورن، أحد أعضاء منظمة "إيتسيل" الصهيونية، التي ارتكبت العديد من المجازر ضد العرب في فلسطين خلال تلك الفترة. وفي 8 أغسطس 1947، تم حظر جميع أندية بيتار من قبل سلطات الانتداب البريطاني. أما رابطة "لا فاميليا" أو "الأسرة"، وهي رابطة مشجعي نادي بيتار القدس، فتتكون من عناصر متطرّفة دائماً ما تردد في مباريات كرة القدم هتافات مثل "الموت للعرب"، و"محمد مات"، و"لتحترق القرية". واشترك أعضاء النادي في محاولات عديدة لاقتحام المسجد الأقصى، وكذلك في اعتداءات على العرب ومنازلهم ومساجدهم في مدينة اللد، كما حرقوا وكسروا واجهات المحلات العربيّة في الأحياء المتخامة لمدينة يافا.
ومن المواقف العنصرية الفجة لرابطة مشجعي الفريق، مطالبتهم إدارة النادي، في يونيو/حزيران 2019، بالعدول عن ضم اللاعب النيجيري المسيحي، محمد علي، بسبب اسمه، أو إجباره على تغيير الاسم، كشرط لقبول لعبه بالفريق. بيتار القدس هو الوحيد في الدوري الإسرائيلي الذي لم يوقّع له أي لاعب عربي في تاريخه.